# Elfde Elfstedentocht
Op 14 februari 1956 werd de elfde Elfstedentocht verreden.

## De organisatie
Na het grote succes van de tiende Elfstedentocht schreef voor de elfde Elfstedentocht het recordaantal van 6.329 schaatsers zich in. De Vereniging de Friesche Elf Steden, die twee jaar geleden nog waarschuwingen deed uitgaan dat de tocht zeer moeilijk zou worden, liet dat deze maal achterwege. De weersomstandigheden waren echter minder dan bij de tocht van 1954. Het vroor stevig en door een dicht wolkendek brak de zon niet door. De kwaliteit van het ijs was, op enkele uitzonderingen na, slecht. De start van de tocht was ditmaal bij Posthuma's Autospuitinrichting aan de Verlengde Schrans te Leeuwarden.

## De start
Stipt om half zes klonk aan de Verlengde Schrans het startschot. Het peloton van schaatsers rende snel naar het Van Harinxmakanaal om daar de schaatsen onder te binden. Johan Weerman uit Nijeholtwolde was het eerst bij het ijs, en Piet Smit uit Amsterdam had als eerste de schaatsen ondergebonden. 

## Leeuwarden-Workum
Vlak na half zeven bleek bij de eerste controlepost in Sneek dat reeds twee groepen, een van twaalf en een van tien man, zich van het schaatserspeloton hadden losgemaakt. Veel grote namen uit de voorgaande tocht bevonden zich ook nu weer in de voorste regionen. Vlak buiten Sneek smolten de beide ploegen samen waardoor in IJlst één grote kopgroep van 22 man afstempelde. Steeds meer ontsnappers uit het peloton vonden aansluiting waardoor er in Sloten al sprake was van een kopgroep van 40 man. Op de Luts, waar slechts een dunne strook in het midden beschaatsbaar was, gaven Jeen Nauta en Jeen van den Berg, na kort onderling overleg (in het voor niet voor alle schaatsers begrijpelijke Fries) het startsein voor een ontsnappingspoging.
Onmiddellijk ging het tempo van de lange sliert omhoog en probeerde iedereen de beide mannen bij te benen. Twaalf man konden de beide Friezen volgen, waardoor een nieuwe kopgroep van veertien man ontstond. Al na een paar honderd meter moest de eerste koploper het al opgeven omdat zijn houtjes het begaven. Door een val, veroorzaakt door een scheur in het ijs, moesten even later nog twee anderen hun positie in de kopgroep opgeven. Zo verscheen in Stavoren een groep van 9 man aan de stempeltafel. Onderweg naar Hindeloopen was er andermaal een afvaller. Een groep van acht man kwam om vijf minuten over negen aan in Workum. Zij lagen er vijf minuten voor op hun achtervolger, de eerder afgevallen Ger Bestebreurtje.

## Workum-Dokkum
Nadat zij te horen kregen dat de concurrentie niet heel ver achter hen lag schroefde de kopgroep wederom het tempo op. De koplopers wisselden netjes van beurt voor het leiden van de groep en de samenwerking was dan ook goed te noemen. De kopgroep kwam om twintig minuten voor tien Bolsward binnenschaatsen. De voorsprong op de tweede groep, die de afvallers inmiddels had opgeslokt, bedroeg hier negen minuten. Nadat de mannen van de leidersgroep in Harlingen enkele glazen limonade hadden gedronken en wat uitgerust hadden, werd de tocht vervolgd op de Sexbierumervaart. In Franeker bleek dat het lagere tempo en de rustpauze toch te veel tijd hadden gekost, want daar kwamen zij oog in oog te staan met vier achtervolgers die probeerden aansluiting te vinden. Een paar honderd meter later viel de kopgroep toch uit elkaar. Jaap van der Meer en Age Tichelaar reden in een scheur en verloren het contact. Niet veel later ging ook Jeen van den Berg, winnaar van de voorgaande editie, tegen de vlakte. Van den Berg voelde na een korte pauze zijn krachten weer toenemen en bond opnieuw de schaatsen onder om zijn eenzame achtervolging in te zetten.

## Het Pact van Vrouwbuurstermolen
De overgebleven kopgroep, bestaande uit Jan van der Hoorn, Aad de Koning, Jeen Nauta, Maus Wijnhout en Anton Verhoeven, maakte in de buurt van de Vrouwbuurstermolen de afspraak om samen, arm in arm, over de finish te gaan. De mannen hadden nu zoveel samen meegemaakt dat zij op het laatste moment niet meer tegen elkaar wilden opboksen. Ook in de zesde Elfstedentocht in 1940 werd een dergelijke afspraak gemaakt, het Pact van Dokkum, waarna alle vijf koplopers tot winnaar werden uitgeroepen. Even buiten Dokkum toen de vijf schaatsers aan de terugweg begonnen waren zagen zij tot hun grote verbazing Jeen van den Berg hen tegemoet schaatsen. Het tempo werd voor de zekerheid nog wat opgeschroefd. In Leeuwarden bereidde het publiek zich voor op een indrukwekkende eindsprint, maar toen de vijf mannen de stadsgracht kwamen opschaatsen werd het teleurgesteld. Ze schaatsten rustig, naast elkaar richting de finish. Een koel applaus van het publiek viel hen ten deel toen zij over de finish schaatsten. Jeen van den Berg werd toen hij de grachten opschaatste en de finish overkwam wél toegejuicht.

## Diskwalificatie
Het bestuur van de Vereniging de Friesche Elf Steden was net als het publiek met stomheid geslagen. De krans die de voorzitter in zijn handen had zou in ieder geval voorlopig nog niet om iemands schouders gehangen worden. Als de mannen, die tegen de regels in gelijk finishten, gediskwalificeerd zouden worden, moest dit dan betekenen dat Jeen van den Berg de winnaar werd? De Vereniging bood Van den Berg de eerste prijs aan, maar deze meende daarop geen recht te hebben. De juryvoorzitter Jan de Jong maakte daarom bekend dat er géén winnaar zou worden uitgeroepen, omdat de vijf er geen sportieve wedstrijd van hadden gemaakt.

## Binnenkomsttijden
| Positie | Naam              | Woonplaats  | Tijd |
| ------- | ----------------- | ----------- | ---- |
| 1       | Jeen Nauta        | Wartena     | 8.46 |
| 1       | Jan van der Hoorn | Ter Aar     | 8.46 |
| 1       | Aad de Koning     | Purmerend   | 8.46 |
| 1       | Maus Wijnhout     | Lisserbroek | 8.46 |
| 1       | Anton Verhoeven   | Dussen      | 8.46 |
| 6       | Jeen van den Berg | Nij Beets   | 8.54 |
| 7       | Piet Kruger       | Huizinge    | 9.02 |
| 8       | Age Tichelaar     | Franeker    | 9.02 |
| 9       | Klaas Lefferstra  | Stobbegat   | 9.03 |
| 10      | Henk Lamberts     | Wageningen  | 9.04 |

## De schaatsers
Van de 259 wedstrijdschaatsers kwamen er 109 binnen twee uren na de winnaar binnen. Doordat er twee rijders gediskwalificeerd werden betekende dit dat er aan de wedstrijdrijders 107 Elfstedenkruisjes werden uitgereikt. Van de 6070 toerrijders bereikten er 4739 de finish.
Anny van Dijk-Bajema was de eerste vrouw die over de finish kwam. Met haar aankomst, samen met haar man, om 16:15 was ze zelfs eerder dan menig wedstrijdschaatser (zij zou in de hieropvolgende tocht van '63 als laatste vrouw van het ijs stappen). Tonny Uijttewaal, een van de andere weinige vrouwen die deelnam, finishte twee uur na de winnaars.
vóór 1909 
· 1e (2 januari 1909)
· 2e (7 februari 1912)
· 3e (27 januari 1917)
· 4e (12 februari 1929)
· 5e (16 december 1933)
· 6e (30 januari 1940)
· 7e (6 februari 1941)
· 8e (22 januari 1942)
· 9e (8 februari 1947)
· 10e (3 februari 1954)
· 11e (14 februari 1956)
· 12e (18 januari 1963)
· 13e (21 februari 1985)
· 14e (26 februari 1986)
· 15e (4 januari 1997)